# Erzsébet Németh
Erzsébet Németh, född den 10 februari 1953 i Magyarkeresztúr, Ungern, är en ungersk handbollsspelare.
Hon tog OS-brons i damernas turnering i samband med de olympiska handbollstävlingarna 1976 i Montréal.